# Bombycilla
Bombycilla é um género de aves da ordem Passeriformes.

## Espécies
- Bombycilla cedrorum Vieillot, 1808
- Bombycilla garrulus (Linnaeus, 1758)
- Bombycilla japonica (Siebold, 1824)